# Högasten
Högasten är en stadsdel i södra Helsingborg mellan Miatorp och Råå. Det är en av Helsingborgs befolkningsmässigt minsta stadsdelar med 1 027 invånare den 31 december 2020. I områdets östra del ligger Helsingborgs enda friidrottsarena, Heden. Det finns två skolor på området. Arbetscentrum Norrehed, som var en högstadieskola innan kommunen la ner den, och Högastensskolan som efter en ombyggnad 2000 blev en högstadieskola, med årskurserna 1–9.

## Stadsbild
Högasten präglas av mycket industriella verksamheter och bostadsbebyggelsen ligger inkilad mellan två industriområden: ett i öster i anknytning till järnvägen och ett i väster i anknytning till hamnverksamheten. I denna västra del dominerar Kemira Kemi en stor del av kustremsan och här ligger även Kopparverkshamnen, som ägs av företaget. Tre huvudgator löper genom stadsdelen i nord-sydlig riktning. Industrigatan och Landskronavägen löper genom respektive det västra och det östra industriområdet och mellan dessa gator löper Planteringsvägen, längs vilken bostadsbebyggelsen är koncentrerad. Denna är uteslutande förlagd till gatans västra sida, i anknytning till ett antal bigator, och är uppdelad i två områden med olika karaktärer. 
Längst i norr ligger ett engelskinspirerat radhusområde från 1920-talet. Radhuslängorna är uppförda i brunt tegel med sadeltak klätt i rött taktegel. Varje radhus har en mindre trädgård ut mot gatan och en större på innergården. Längorna mot Planteringsvägen har dock mycket små trädgårdar ut mot vägen, vilket ger en mer urban karaktär. De olika enheterna har ett i grunden enhetligt utseende, men senare restaureringar och ombyggnader har resulterat i stora skillnader vad gäller fönster- och dörrutformningar, samt färgval för lister ock dylikt. Längst i söder ligger ett flerbostadsområde bestående av två kvarter av till största delen l-formade hus med var sin karaktär. Byggnaderna i det södra kvarteret är mer avskalade modernistiskt med enkla fasader i brunt tegel, medan de i det norra kvarteret karakteriseras av horisontella vita band i det röda teglet. Strax väster om detta kvarter ligger en modernistisk radhuslänga i gult tegel. Mellan radhusområdet i norr och flerbostadsområdet i söder ligger ett öppnare område bestående av ett koloniträdgårdsområde i norr och ett litet område med äldre villabebyggelse vid Valhallagatan.
Bostadsområdet avskiljs från industriområdena i väster genom ett omfattande grönområde, som ingår i Tallskogsleden. Detta grönområde har sin största utbredning i den norra delen av stadsdelen. Strax väster om koloniträdgårdsområdet ligger Råå ljung, vars natur ger en återblick till hur hedlandskapet längs kusten såg ut före stadens expansion. Norr om denna ligger Kopparverksskogen, som är en av flera rester från Raus och Pålstorps planteringar. Skogen består till största delen av tall och björk. Bostadsområdet avskiljs även från industriområdena i öster genom idrottsanläggningar och fotbollsplaner i anknytning till Idrottsplatsen Heden. Norr om idrottsplatsen ligger Norrehedsskolan och i söder Högastensskolan. Idrottsplatsen, Kopparverksskogen och Råå ljung tillsammans med koloniträdgårdsområdet och grönområden kring de äldre villorna, samt Tallskogsledens fortsättning i norr genom Tallskogen och i söder genom Råå kyrkogård ger stadsdelen en mycket grönskande karaktär.

## Historik
Namnet Högasten kommer från de så kallade "Höga stenarna", som enligt gammal sägen skulle vara hjältefiguren Holger Danskes sista viloplats. Stenarna omnämns 1729 som "Fem höge stenar" av prosten Rönbeck i dennes sockenbeskrivning. Stenarna är numera försvunna och har troligen tagits i anspråk för byggandet av befästningsverket Råå vallar, vars nordligaste bastion placerades på den höjd som stenarna skall ha stått på. Platsen som den nuvarande stadsdelen är uppbyggd på var förr fäladsmark för Pålstorps och Raus byar. Genom området gick en gammal landsväg, nuvarande Planteringsvägen/Rååvägen, som delade av de två byarnas ägor. Pålstorps fäladsmark låg väster om landsvägen, ut mot havet, medan Raus fälad låg i öster, längre inåt landet. Området var länge helt obebyggt och fullt av flygsand, vilket gjorde markerna praktiskt taget obrukbara. Genom ekonomiskt stöd från kronan påbörjade man 1814 en utplantering av tallar på markerna för att försöka binda flygsanden, vilket dock bara hade liten effekt.
Under mitten av 1800-talet skedde endast blygsamma utbyggnader i området. Fiskeläget Råå i söder växte dock stort under denna tid och tog en del av Pålstorps fäladsmark i anspråk för sin utbyggnad. Senare under seklet började de norra delarna av Pålstorps plantering byggas ut, samtidigt som området allt mer kom att gemensamt benämnas som Raus plantering. Exploateringen av de norra delarna gjorde att en del förutseende personer började köpa upp mark i de södra delarna. Åren 1886–87 köpte skräddare N. P. Paulsson och P. Bengtsson upp ett område, där man anlade gatan Petersgatan/Valhallagatan, där tomter började säljas 1895. Söder om detta köptes en del marker år 1894 upp av Jöns Andersson, vilka kom att bebyggas runt sekelskiftet 1900.
Redan 1891 hade Helsingborg–Råå–Ramlösa järnväg dragits genom området, vilket kraftigt förbättrade kommunikationerna med Helsingborg. År 1901–02 flyttade konsul Nils Persson ut Kopparextraktionsverket från Söder till en tomt i området. Arbetarna på fabriken behövde bostäder, vilket ökade byggandet i dess närhet. År 1904 bildade Raus plantering ett eget municipalsamhälle, vilket gjorde att bebyggelsen i området kunde styras upp enligt en stadsplan. En större och mer välplanerad bebyggelse uppfördes på 1920-talet i form av ett flertal radhus i anknytning till Koppargatan och Planteringsvägen. Radhusen uppfördes på initiativ från Kopparverket, som då hette Reymersholms Gamla Industri AB, som bostäder åt fabrikens anställda. De ursprungliga planerna för radhusområdet omfattade ett mycket större område, men endast den östligaste delen kom att utföras. Längre i söder uppförde Hälsingborgshem och Riksbyggen under 1950-talet flerbostadsområdet Högasten. Mittemot dessa, på Planteringsvägens östra sida uppfördes 1965 Högastensskolan.
Både Högasten och det norr om liggande Miatorp ansågs länge som en del av Raus plantering, men har på senare tid allt mer karakteriserats som egna stadsdelar, särskilt genom Helsingborgs stads statistikområdesindelning.

## Befolkningsutveckling
| Befolkningsutvecklingen i Högasten 2000–2020 | Befolkningsutvecklingen i Högasten 2000–2020 | Befolkningsutvecklingen i Högasten 2000–2020 | Befolkningsutvecklingen i Högasten 2000–2020 | Befolkningsutvecklingen i Högasten 2000–2020 |
| -------------------------------------------- | -------------------------------------------- | -------------------------------------------- | -------------------------------------------- | -------------------------------------------- |
|                                              |                                              |                                              |                                              |                                              |
| År                                           |                                              |                                              | Folkmängd                                    |                                              |
| 2000                                         | 2000                                         |                                              | 1 016                                        |                                              |
| 2001                                         | 2001                                         |                                              | 1 024                                        |                                              |
| 2002                                         | 2002                                         |                                              | 1 041                                        |                                              |
| 2003                                         | 2003                                         |                                              | 1 019                                        |                                              |
| 2004                                         | 2004                                         |                                              | 1 037                                        |                                              |
| 2005                                         | 2005                                         |                                              | 1 035                                        |                                              |
| 2006                                         | 2006                                         |                                              | 983                                          |                                              |
| 2007                                         | 2007                                         |                                              | 992                                          |                                              |
| 2008                                         | 2008                                         |                                              | 989                                          |                                              |
| 2009                                         | 2009                                         |                                              | 975                                          |                                              |
| 2010                                         | 2010                                         |                                              | 977                                          |                                              |
| 2011                                         | 2011                                         |                                              | 993                                          |                                              |
| 2012                                         | 2012                                         |                                              | 1 000                                        |                                              |
| 2013                                         | 2013                                         |                                              | 997                                          |                                              |
| 2014                                         | 2014                                         |                                              | 1 042                                        |                                              |
| 2015                                         | 2015                                         |                                              | 1 042                                        |                                              |
| 2016                                         | 2016                                         |                                              | 1 078                                        |                                              |
| 2017                                         | 2017                                         |                                              | 1 055                                        |                                              |
| 2018                                         | 2018                                         |                                              | 1 054                                        |                                              |
| 2019                                         | 2019                                         |                                              | 1 029                                        |                                              |
| 2020                                         | 2020                                         |                                              | 1 027                                        |                                              |

## Demografi

### Befolkningssammansättning
Statistikområdet Högasten hade 1 027 invånare den 31 december 2020, vilket utgjorde 0,9 % av befolkningen i hela Helsingborgs tätort (här alla statistikområden i Helsingborgs kommuns innerområde, motsvarande Helsingborgs tätort inklusive vissa närliggande småorter). Det var den befolkningsmässigt näst minsta stadsdelen efter Fältabacken (om man bortser från de vid samma tid utbrutna stadsdelarna Oceanhamnen och Östra Ramlösa). Medelåldern var vid samma tid 43,0 år, vilket var något högre än medelåldern för resterande Helsingborg. Åldersfördelningsmässigt hade stadsdelen en mindre andel barn, ungdomar och yngre vuxna, i åldersgruppen mellan 0 och 29 år än resten av staden, och en något högre andel medelålders och äldre i åldersgruppen 50 till 79 år än staden i övrigt. Den största åldersgruppen inom statistikområdet var 50 till 59 år med 16,1 % av befolkningen.
Andelen personer med utländsk bakgrund, alltså personer som antingen är födda utanför Sverige eller har föräldrar som båda är födda utanför Sverige, var inom statistikområdet 26,4 %, vilket var något lägre än andelen för övriga Helsingborg med 30,3 %. Av de invånare som är födda utanför Sverige hade Högasten en högre andel personer födda i Norden och övriga Europa och en lägre andel födda i resten av Världen än genomsnittet för staden.
| Åldersfördelning (2020) |        |  |  |  |
| Åldersgrupp             | Andel  |  |  |  |
| 0–9                     | 11,0 % |  |  |  |
| 0–9                     | 11,5 % |  |  |  |
| 10–19                   | 6,5 %  |  |  |  |
| 10–19                   | 10,7 % |  |  |  |
| 20–29                   | 12,5 % |  |  |  |
| 20–29                   | 14,7 % |  |  |  |
| 30–39                   | 15,0 % |  |  |  |
| 30–39                   | 14,1 % |  |  |  |
| 40–49                   | 11,5 % |  |  |  |
| 40–49                   | 12,1 % |  |  |  |
| 50–59                   | 16,1 % |  |  |  |
| 50–59                   | 12,5 % |  |  |  |
| 60–69                   | 12,9 % |  |  |  |
| 60–69                   | 10,3 % |  |  |  |
| 70–79                   | 9,1 %  |  |  |  |
| 70–79                   | 8,8 %  |  |  |  |
| 80–                     | 4,5 %  |  |  |  |
| 80–                     | 5,1 %  |  |  |  |
|                         |        |  |  |  |
|                         |        |  |  |  |
| Medelålder              | 43,0   |  |  |  |
| Medelålder              | 40,7   |  |  |  |

| Utländsk bakgrund (2020)                |        |  |  |  |
|                                         |        |  |  |  |
| Andel                                   | 26,4 % |  |  |  |
| Andel                                   | 30,3 % |  |  |  |
| Födelseland (för födda utanför Sverige) |        |  |  |  |
| Region                                  | Andel  |  |  |  |
| Övriga Norden                           | 8,9 %  |  |  |  |
| Övriga Norden                           | 7,3 %  |  |  |  |
| Övriga Europa                           | 41,3 % |  |  |  |
| Övriga Europa                           | 37,8 % |  |  |  |
| Övriga Världen                          | 49,8 % |  |  |  |
| Övriga Världen                          | 54,8 % |  |  |  |

### Utbildning och inkomst
Befolkningen på Högasten hade den 31 december 2020 en lägre utbildningsnivå än Helsingborg som helhet. Andelen invånare mellan 20 och 64 år med endast förgymnasial utbildning låg över genomsnittet för staden och andelen med eftergymnasial utbildning var lägre än genomsnittet. Störst var andelen med 3-årig gymnasial utbildning, med 29,6 %. Efter Ättekulla och Berga var Högasten den stadsdel med den tredje högsta andelen av denna utbildningsnivå. Medelinkomsten för statistikområdet uppgick 2020 till 347 600 kronor jämfört med 402 800 kronor för Helsingborg som helhet. Kvinnornas medelinkomst uppgick till 83,5 % av männens, vilket ändå var mindre skillnad än för hela Helsingborgs tätort där andelen uppgick till ungefär 80 %.
| Utbildningsnivå (2020) |        |  |  |  |
| Utbildning             | Andel  |  |  |  |
| Förgymnasial           | 17,5 % |  |  |  |
| Förgymnasial           | 13,2 % |  |  |  |
| Gymnasial (≤2 år)      | 22,0 % |  |  |  |
| Gymnasial (≤2 år)      | 16,8 % |  |  |  |
| Gymnasial (3 år)       | 29,6 % |  |  |  |
| Gymnasial (3 år)       | 25,8 % |  |  |  |
| Eftergymn. (<3 år)     | 13,7 % |  |  |  |
| Eftergymn. (<3 år)     | 16,8 % |  |  |  |
| Eftergymn. (≥3 år)     | 15,3 % |  |  |  |
| Eftergymn. (≥3 år)     | 24,4 % |  |  |  |
| Ingen uppgift          | 2,0 %  |  |  |  |
| Ingen uppgift          | 3,0 %  |  |  |  |

| Förvärvsinkomst (2020) |         |  |  |  |
| Kön                    | Inkomst |  |  |  |
| Kvinnor                | 316,9   |  |  |  |
| Kvinnor                | 356,9   |  |  |  |
| Män                    | 379,5   |  |  |  |
| Män                    | 446,6   |  |  |  |
| Samtliga               | 347,6   |  |  |  |
| Samtliga               | 402,8   |  |  |  |

### Sysselsättning och hälsa
Arbetslösheten för personer mellan 20 och 64 år uppgick år 2020 till totalt 13,3 %, vilket var högre än genomsnittet för Helsingborg. Arbetslösheten för kvinnor var något lägre än den för män. Den öppna arbetslösheten uppgick 2020 till 7,5 %. Andelen förvärvsarbetande uppgick 2019 till totalt 69,2 %. Av de förvärvsarbetande i stadsdelen pendlade 401 personer till arbeten utanför stadsdelen, medan 1 901 personer pendlade in till arbeten inom stadsdelen från boende utanför Högasten. Inom stadsdelen ligger större arbetsgivare som Kemira och Solenis.
Det genomsnittliga antalet utbetalda dagar med sjukpenning, arbetsskadesjukpenning, rehabiliteringspenning, sjukersättning och aktivitetsersättning från socialförsäkringen för stadsdelen uppgick år 2020 till 40 dagar, vilket var högre än de 23 dagar som gällde för Helsingborg som helhet. Ohälsotalet var större för kvinnorna än för männen och efter Dalhem var Högasten den stadsdel med näst högst ohälsotal för kvinnor.
| Arbetslöshet (2020) |        |  |  |  |
| Kön                 | Andel  |  |  |  |
| Kvinnor             | 12,7 % |  |  |  |
| Kvinnor             | 9,8 %  |  |  |  |
| Män                 | 13,9 % |  |  |  |
| Män                 | 10,2 % |  |  |  |
| Samtliga            | 13,3 % |  |  |  |
| Samtliga            | 11,1 % |  |  |  |

| Ohälsotal (2020) |       |  |  |  |
| Kön              | Dagar |  |  |  |
| Kvinnor          | 48    |  |  |  |
| Kvinnor          | 27    |  |  |  |
| Män              | 32    |  |  |  |
| Män              | 19    |  |  |  |
| Samtliga         | 40    |  |  |  |
| Samtliga         | 23    |  |  |  |